# محوطه گور گور
محوطه گور گور در شهرستان خرم‌آباد، بخش پاپی، دهستان کشور، ۱/۷ کیلومتری جنوب روستای حکومتی واقع شده و این اثر در تاریخ ۲۸ اسفند ۱۳۸۵ با شمارهٔ ثبت ۱۸۶۱۳ به‌عنوان یکی از آثار ملی ایران به ثبت رسیده است.